# Vittorio Zizza
Vittorio Zizza (Ostuni, 27 gennaio 1967) è un politico italiano.
È stato dal 2003 al 2013 sindaco di Carovigno.
È stato Senatore della Repubblica Italiana dal 2013 al 2018.

## Biografia

### Attività politica

#### Sindaco di Carovigno
È stato sindaco di Carovigno per due mandati consecutivi, dal 2003 al 2013.

#### Elezione a senatore
Alle elezioni politiche del 2013 viene eletto al Senato della Repubblica, in regione Puglia, nelle liste del Popolo della Libertà.
Il 16 novembre 2013, con la sospensione delle attività del Popolo della Libertà, aderisce a Forza Italia.
Fa parte della corrente fittiana del partito, critica nei confronti del leader Silvio Berlusconi, che il 30 maggio 2015 abbandona Forza Italia per aderire ai Conservatori e Riformisti, il neonato movimento politico di Raffaele Fitto.
Il 28 febbraio 2017 aderisce a Direzione Italia, naturale proseguimento del percorso politico di Conservatori e Riformisti.
Il 2 aprile 2017, assieme agli altri sei senatori di Direzione Italia confluisce nel Gruppo misto, per via dello scioglimento del gruppo parlamentare (ormai al di sotto della soglia minima di 10 senatori); l'11 maggio successivo aderisce al gruppo parlamentare di centro-destra "Grandi Autonomie e Libertà-Unione dei Democratici Cristiani e dei Democratici di Centro".
Il 22 dicembre 2017, assieme agli altri sei senatori di Direzione Italia e alle tre senatrici di Fare!, confluisce nel nuovo gruppo parlamentare Noi con l'Italia - UDC.
Alle elezioni politiche del 2018 è ricandidato alla Camera dei Deputati, nel collegio uninominale di Brindisi sostenuto dalla coalizione di centro-destra (in quota Noi con l'Italia).

### Attività professionale
Vittorio Zizza gestisce la propria azienda ottica nella provincia di Brindisi in due sedi, una nel comune di Carovigno e l’altra nel comune di San Michele Salentino. Il 25 gennaio 2024 è stato eletto presidente del consiglio di amministrazione della società di trasporti Ferrovie Appulo Lucane.